# Ягноб
Ягноб (тадж. Яғноб) — правый приток Фандарьи на севере Таджикистана.
Ягноб питается водой из ледников на южной стороне Зеравшанского хребта. Он течёт сквозь узкое горное ущелье в западном направлении вдоль южного края Зеравшанских гор. Горы к югу от долины Ягноба образуют границу между Согдийской областью на севере и районами республиканского подчинения на юге. К верхней части долины Ягноба от населённого пункта Анзоб узкая дорога до села Маргиб. На расстоянии 16 км за Маргибом проезжая часть заканчивается. Сёла, находящиеся выше по течению, а также пастбища в верхней части долины доступны только по пешим тропам.
У селения Такфон, которое находится около 7 км вниз по течению от Анзоба, к долине Ягноба с юга примыкает трасса M34 между Душанбе и Худжандом, после чего пролегает вдоль реки на последних 10 км её течения. У населённого пункта Зеравшан-1 Ягноб соединяется с рекой Искандердарья, в результате чего образуется река Фандарья.
Общая протяжённость Ягноба составляет 114 км. Его бассейн имеет площадь 1660 км². Основная масса его воды ледникового происхождения. В марте и апреле река выходит из берегов. Средний расход воды 8 км выше устья составляет 32,2 м³/с. Между серединой ноября и началом марта река покрыта льдом.
В горных кишлаках в верхней части долины Ягноба живут ягнобцы — небольшая ираноязычная этническая группа, говорящая на ягнобском языке.